# Hardanges
Hardanges település Franciaországban, Mayenne megyében. Lakosainak száma 172 fő (2022. január 1.). Hardanges Champgenéteux, La Chapelle-au-Riboul, Le Ham, Loupfougères, Marcillé-la-Ville és Le Ribay községekkel határos.

## Népesség
A település népességének változása:
| Lakosok száma | 376  | 300  | 258  | 217  | 196  | 200  | 203  | 204  | 193  | 172  |
|               | 1968 | 1982 | 1990 | 2006 | 2013 | 2015 | 2017 | 2019 | 2020 | 2022 |